# 정글북 (1994년 영화)
《정글북》(영어: Rudyard Kipling's The Jungle Book 혹은 영어: The Jungle Book)은 미국에서 제작된 스티븐 서머스 감독의 1994년 모험 영화이다. 제이슨 스콧 리, 케리 엘위스, 리나 히디, 샘 닐, 존 클리즈 등이 출연하였고, 에드워드 S. 펠드먼 등이 제작에 참여하였다.

## 출연
- 제이슨 스콧 리 - 모글리 역
- 케리 엘위스 - 윌리엄 분 대위 역
- 리나 히디 - 캐서린 "키티" 브라이던 역
- 샘 닐 - 제프리 브라이던 대령 역
- 존 클리즈 - 줄리어스 플럼퍼드 의사 역
- 제이슨 플레밍 - 존 윌킨스 중위 역
- 론 도너키 - 할리 병장 역
- 파란 타히르 - 나투 역

## 기타 제작진
- 공동 제작: 마이클 J. 케이건
- 배역: 실레스티아 폭스
- 미술: 앨런 캐머런
- 의상: 존 몰로

## 우리말 녹음
MBC 성우진 (1996년 9월 27일)
- 성유진 - 키티 (리나 히디)
- 권혁수 - 모글리 (제이슨 스콧 리)
- 황일청 - 브라이던 (샘 닐)
- 김용식 - 플럼퍼드 (존 클리즈)
- 이인성 - 윌리엄 (케리 엘위스)
- 이우신
- 이종혁
- 안장혁
- 안지환
- 우정신
- 최원형
- 강수진
- 박조호
- 변종필
- 안종덕
- 유은숙
- 이영란